# Egyiptom az 1952. évi nyári olimpiai játékokon
Egyiptom a finnországi Helsinkiben megrendezett 1952. évi nyári olimpiai játékok egyik részt vevő nemzete volt. Az országot az olimpián 14 sportágban 106 sportoló képviselte, akik összesen 1 érmet szereztek.

## Érmesek
| Érem  | Versenyző             | Sportág  | Versenyszám        |
| ----- | --------------------- | -------- | ------------------ |
| Bronz | Abdel Ahmed Al-Rashid | Birkózás | Kötöttfogás, 62 kg |

## Atlétika
Férfi
| Versenyző                                                     | Versenyszám     | Előfutam | Előfutam | Előfutam | Negyeddöntő | Negyeddöntő | Negyeddöntő | Elődöntő | Elődöntő | Elődöntő | Döntő     | Döntő    |
| Versenyző                                                     | Versenyszám     | Idő      | Hely.    | Össz.    | Idő         | Hely.       | Össz.       | Idő      | Hely.    | Össz.    | Idő       | Helyezés |
| ------------------------------------------------------------- | --------------- | -------- | -------- | -------- | ----------- | ----------- | ----------- | -------- | -------- | -------- | --------- | -------- |
| Fawzi Chaaban                                                 | 100 m           | 11,51    | 6.       | 61.      | kiesett     | kiesett     | kiesett     | kiesett  | kiesett  | kiesett  | kiesett   | kiesett  |
| Fawzi Chaaban                                                 | 200 m           | 22,90    | 4.       | 59.      | kiesett     | kiesett     | kiesett     | kiesett  | kiesett  | kiesett  | kiesett   | kiesett  |
| Youssef Ali Omar                                              | 200 m           | 23,26    | 4.       | 64.*     | kiesett     | kiesett     | kiesett     | kiesett  | kiesett  | kiesett  | kiesett   | kiesett  |
| Youssef Ali Omar                                              | 100 m           | 11,53    | 6.       | 62.      | kiesett     | kiesett     | kiesett     | kiesett  | kiesett  | kiesett  | kiesett   | kiesett  |
| Emad El-Din Shafei                                            | 100 m           | 11,40    | 4.       | 54.*     | kiesett     | kiesett     | kiesett     | kiesett  | kiesett  | kiesett  | kiesett   | kiesett  |
| Emad El-Din Shafei                                            | 200 m           | 22,75    | 3.       | 54.      | kiesett     | kiesett     | kiesett     | kiesett  | kiesett  | kiesett  | kiesett   | kiesett  |
| William Fahmy Hanna                                           | 1500 m          | 4:11,2   | 9.       | 47.      |             |             |             | kiesett  | kiesett  | kiesett  | kiesett   | kiesett  |
| Fouad Yazgi                                                   | 110 m gát       | 16,26    | 6.       | 29.      |             |             |             | kiesett  | kiesett  | kiesett  | kiesett   | kiesett  |
| Hassan Abdel Fattah                                           | Maraton         |          |          |          |             |             |             |          |          |          | 2:56:56,0 | 51.      |
| Emad El-Din Shafei Fouad Yazgi Fawzi Chaaban Youssef Ali Omar | 4 × 100 m váltó | 43,02    | 7.       | 20.      |             |             |             | kiesett  | kiesett  | kiesett  | kiesett   | kiesett  |

| Versenyző                | Versenyszám | Selejtező | Selejtező | Döntő    | Döntő    |
| Versenyző                | Versenyszám | Eredmény  | Helyezés  | Eredmény | Helyezés |
| ------------------------ | ----------- | --------- | --------- | -------- | -------- |
| Emad El-Din Shafei       | Magasugrás  | 170 cm    | 36.       | kiesett  | kiesett  |
| Gamal El-Din El-Sherbini | Rúdugrás    | 360 cm    | 26.       | kiesett  | kiesett  |
| Fawzi Chaaban            | Hármasugrás | 13,45 m   | 34.       | kiesett  | kiesett  |

* - egy másik versenyzővel azonos időt ért el

## Birkózás
Kötöttfogású
| Versenyző             | Versenyszám | 1. forduló                    | 2. forduló                   | 3. forduló                 | 4. forduló              | 5. forduló        | 6. forduló                | 7. forduló        | Helyezés |
| Versenyző             | Versenyszám | Ellenfél Eredmény             | Ellenfél Eredmény            | Ellenfél Eredmény          | Ellenfél Eredmény       | Ellenfél Eredmény | Ellenfél Eredmény         | Ellenfél Eredmény | Helyezés |
| --------------------- | ----------- | ----------------------------- | ---------------------------- | -------------------------- | ----------------------- | ----------------- | ------------------------- | ----------------- | -------- |
| Mahmoud Omar Fawzy    | 52 kg       | Frithjof Clausen (NOR) · 3:25 | Ignazio Fabra (ITA) · 4:15   |                            | Leo Honkala (FIN) · 0-3 | kiesett           | kiesett                   | kiesett           | 5.       |
| Ali Mahmoud Hassan    | 57 kg       | Hódos Imre (HUN) · 0-3        | visszalépett                 | kiesett                    | kiesett                 | kiesett           | kiesett                   | kiesett           | 16.      |
| Abdel Ahmed Al-Rashid | 62 kg       | Rolf Ellerbrock (GER) · 8:30  | Umberto Trippa (ITA) · 2-1   | Erkki Talosela (FIN) · 3-0 | Polyák Imre (HUN) · 1-2 |                   | Jakov Punkin (URS) · 3:28 |                   |          |
| Kamal Hussain         | 67 kg       | Erich Schmidt (SAA) · 3-0     | Metty Scheitler (LUX) · 3-0  | Tarr Gyula (HUN) · 0-3     | kiesett                 | kiesett           | kiesett                   | kiesett           | 8.       |
| Mohamed Ahmed Osman   | 73 kg       | Jos De Jong (BEL) · 1:30      | Szilvásy Miklós (HUN) · 9:30 | René Chesneau (FRA) · 0-3  | kiesett                 | kiesett           | kiesett                   |                   | 9.       |
| Adel Ibrahim Moustafa | 79 kg       | Ali Özdemir (TUR) · 1-2       | Kalervo Rauhala (FIN) · 0-3  | kiesett                    | kiesett                 | kiesett           |                           |                   | 9.       |

Szabadfogású
| Versenyző                    | Versenyszám | 1. forduló                    | 2. forduló                 | 3. forduló                         | 4. forduló                  | 5. forduló        | 6. forduló        | 7. forduló        | 8. forduló        | Helyezés |
| Versenyző                    | Versenyszám | Ellenfél Eredmény             | Ellenfél Eredmény          | Ellenfél Eredmény                  | Ellenfél Eredmény           | Ellenfél Eredmény | Ellenfél Eredmény | Ellenfél Eredmény | Ellenfél Eredmény | Helyezés |
| ---------------------------- | ----------- | ----------------------------- | -------------------------- | ---------------------------------- | --------------------------- | ----------------- | ----------------- | ----------------- | ----------------- | -------- |
| Mohamed Abdel Hamid El-Ward  | 52 kg       | Hugh Peery (USA) · 0-3        | Kitano Júsú (JPN) · 7:20   | kiesett                            | kiesett                     | kiesett           | kiesett           |                   |                   | 11.      |
| Sayed Hafez Shehata          | 57 kg       | Osvaldo Johnston (GUA) · 1:18 | Eigil Johansen (DEN) · 0-3 | Mohamed Mehdi Yaghoubi (IRI) · 0-3 | kiesett                     | kiesett           | kiesett           | kiesett           |                   | 10.      |
| Abdel Fattah Essawi          | 62 kg       | Ibrahim Dadashov (URS) · 1:37 | Herbie Hall (GBR) · 13:16  |                                    | Nászer Givehcsi (IRI) · 1-2 | kiesett           | kiesett           | kiesett           | kiesett           | 7.       |
| Mohamed Badr                 | 67 kg       | Tommy Evans (USA) · 0-3       | Simotori Takeo (JPN) · 0-3 | kiesett                            | kiesett                     | kiesett           | kiesett           | kiesett           | kiesett           | 17.      |
| Mohamed Hassan Moussa        | 73 kg       | Jos De Jong (BEL) · 7:23      | Cyril Martin (RSA) · 3:10  | Vladislav Sekal (TCH) · 7:01       | William Smith (USA) · 3:45  | kiesett           | kiesett           | kiesett           |                   | 5.       |
| Mohamed Abdul Ramada Hussain | 79 kg       | Danny Hodge (USA) · 9:01      | André Brunaud (FRA) · 3-0  | Davit Tsimak'uridze (URS) · 4:55   | kiesett                     | kiesett           | kiesett           | kiesett           |                   | 11.      |

## Evezés
| Versenyző                                                                                       | Versenyszám      | Előfutam | Előfutam | Vigaszág | Vigaszág | Elődöntő | Elődöntő | Vigaszág | Vigaszág | Döntő   | Döntő   |
| Versenyző                                                                                       | Versenyszám      | Idő      | Hely.    | Idő      | Hely.    | Típus    | Idő      | Hely.    | Típus    | Idő     | Hely.   |
| ----------------------------------------------------------------------------------------------- | ---------------- | -------- | -------- | -------- | -------- | -------- | -------- | -------- | -------- | ------- | ------- |
| Hussein El-Alfy                                                                                 | Egypárevezős     | 8:33,5   | 4.       | 8:07,1   | 3.       | kiesett  | kiesett  | kiesett  | kiesett  | kiesett | kiesett |
| Mohamed Anwar Ali Tawfik Youssif Albert Selim El-Mankabadi                                      | Kormányos kettes | 8:29,3   | 4.       | 8:21,4   | 4.       | kiesett  | kiesett  | kiesett  | kiesett  | kiesett | kiesett |
| Ibrahim El-Attar Mohamed El-Sahrawi Mamdooh El-Attar Mohamed El-Sayed Albert Selim El-Mankabadi | Kormányos négyes | 7:52,8   | 4.       | 7:21,0   | 3.       | kiesett  | kiesett  | kiesett  | kiesett  | kiesett | kiesett |

## Kosárlabda
- Abdel Rahman Hafez Ismail
- Albert Fahmy Tadros
- Armand Catafago
- Fouad Abdel Meguid El-Kheir
- Fahmy Raymond Sabounghi
- George Chalhoub
- Hussain Kamal Montassir
- Medhat Mohamed Youssef
- Mohamed Medhat Bahgat
- Mohamed El-Rashidy
- Sami Mansour
- Youssef Mohamed Abou Ouf
- Youssef Abbas
- Zaki Harari

### Eredmények
Selejtező
C csoport
| 1952. július 14. | Egyiptom (EGY) | 64–45 | Törökország |  |
| 1952. július 14. | (27–18)        |       |             |  |

| 1952. július 17. | Kanada (CAN) | 63–57 | Egyiptom |  |
| 1952. július 17. | (38–31)      |       |          |  |

| 1952. július 18. | Egyiptom (EGY) | 66–62 | Olaszország |  |
| 1952. július 18. | (25–27)        |       |             |  |

4. csoport
| Csapat        | JM | GY | V | DP  | KP  | +/- | PT |
| ------------- | -- | -- | - | --- | --- | --- | -- |
| Franciaország | 3  | 3  | 0 | 202 | 149 | +53 | 6  |
| Chile         | 3  | 2  | 1 | 170 | 150 | +20 | 5  |
| Egyiptom      | 3  | 1  | 2 | 176 | 221 | -45 | 4  |
| Kuba          | 3  | 0  | 3 | 149 | 177 | -28 | 3  |

| 1952. július 25. | Franciaország (FRA) | 92–64 | Egyiptom |  |
| 1952. július 25. | (39–30)             |       |          |  |

| 1952. július 26. | Chile (CHI) | 74–46 | Egyiptom |  |
| 1952. július 26. | (47–18)     |       |          |  |

| 1952. július 27. | Egyiptom (EGY) | 66–55 | Kuba |  |
| 1952. július 27. | (35–28)        |       |      |  |

| Csapat   | Helyezés |
| -------- | -------- |
| Egyiptom | 9.       |

## Labdarúgás
- Abdel Galil Hemueda
- Ahmed Mekkawi
- Ahmed Rashed
- Alaa El-Hamouly
- El-Sayed Al-Tabei
- Fouad Ahmed Sedki
- Hamza Ali
- Hanafy Bastan
- Kamal El-Far
- Mohamed Kabil
- Moussa Mohamed
- Sayed Mohamed

Selejtező
| 1952. július 16. |

| Egyiptom (EGY)                              | 5–4               | Chile                       |
| ------------------------------------------- | ----------------- | --------------------------- |
| Elfar 27' Elmeckawi 43' Eldizwi 66' 75' 80' | (2–2) Jegyzőkönyv | I. Jara 7' 78' Vial 14' 88' |

| Kotka stadion, Kotka Játékvezető: John Nilsson (svéd) |

Nyolcaddöntő
| 1952. július 20. |

| NSZK (FRG)                | 3–1               | Egyiptom    |
| ------------------------- | ----------------- | ----------- |
| Klug 33' Schröder 38' 61' | (2–0) Jegyzőkönyv | Eldizwi 64' |

| Kupittaa stadion, Turku Játékvezető: Giorgio Bernardi (olasz) |

| Csapat   | Helyezés |
| -------- | -------- |
| Egyiptom | 9.       |

## Lovaglás
Díjugratás
| Versenyző                                             | Ló                           | Versenyszám | 1. kör | 1. kör | 1. kör | 2. kör | 2. kör | 2. kör | Végeredmény | Végeredmény | Végeredmény |
| Versenyző                                             | Ló                           | Versenyszám | Idő    | Bünt.  | Hely.  | Idő    | Bünt.  | Hely.  | Idő         | Bünt.       | Helyezés    |
| ----------------------------------------------------- | ---------------------------- | ----------- | ------ | ------ | ------ | ------ | ------ | ------ | ----------- | ----------- | ----------- |
| Gamal El-Din Haress                                   | Sakr                         | Egyéni      | 1:38,8 | 8      | 12.    | 1:36,6 | 16     | 33.    | 3:15,4      | 24          | 25.*        |
| Mohamed Khairy                                        | Inch'Allah                   | Egyéni      | 1:39,4 | 8      | 12.    | 1:29,6 | 8      | 13.    | 3:09,0      | 16          | 12.*        |
| Mohamed Selim Zaki                                    | Sali al Nabi                 | Egyéni      | 2:01,6 | 28,25  | 42.    | 1:36,6 | 12     | 25.    | 3:38,2      | 40,25       | 41.         |
| Mohamed Khairy Gamal El-Din Haress Mohamed Selim Zaki | Inch'Allah Sakr Sali al Nabi | Csapat      |        | 44,25  | 12.    |        | 36     | 10.    |             | 80,25       | 12.         |

* - két másik versenyzővel azonos eredményt ért el

## Műugrás
Férfi
| Versenyző                  | Versenyszám        | Selejtező | Selejtező | Döntő   | Döntő    |
| Versenyző                  | Versenyszám        | Pont      | Helyezés  | Pont    | Helyezés |
| -------------------------- | ------------------ | --------- | --------- | ------- | -------- |
| Ahmed Kamel Aly            | Egyéni műugrás     | 62,95     | 17.       | kiesett | kiesett  |
| Ahmed Kamel Aly            | Egyéni toronyugrás | 66,19     | 14.       | kiesett | kiesett  |
| Mohamed Fakhry Abbas       | Egyéni toronyugrás | 62,92     | 23.       | kiesett | kiesett  |
| Kamal Ali Hassan           | Egyéni toronyugrás | 61,03     | 25.       | kiesett | kiesett  |
| Kamal Ali Hassan           | Egyéni műugrás     | 62,68     | 18.       | kiesett | kiesett  |
| Ahmed Fathi Mohamed Hashad | Egyéni műugrás     | 50,04     | 33.       | kiesett | kiesett  |

## Ökölvívás
| Versenyző              | Versenyszám  | Selejtező                   | Nyolcaddöntő                        | Negyeddöntő       | Elődöntő          | Döntő             | Helyezés |
| Versenyző              | Versenyszám  | Ellenfél Eredmény           | Ellenfél Eredmény                   | Ellenfél Eredmény | Ellenfél Eredmény | Ellenfél Eredmény | Helyezés |
| ---------------------- | ------------ | --------------------------- | ----------------------------------- | ----------------- | ----------------- | ----------------- | -------- |
| Ibrahim Abdrabbou      | Harmatsúly   |                             | Vincenzo Dall'Osso (ITA) · 0-3      | kiesett           | kiesett           | kiesett           | 9.       |
| Salah El-Din Fatih     | Pehelysúly   | Len Walters (CAN) · 0-3     | kiesett                             | kiesett           | kiesett           | kiesett           | 17.      |
| Abdel Hamid El-Hamaky  | Könnyűsúly   | Gheorghe Fiat (ROU) · 0-3   | kiesett                             | kiesett           | kiesett           | kiesett           | 17.      |
| Fathi Ali Abdel Rahman | Váltósúly    | George Issabeg (IRI) · DISG | kiesett                             | kiesett           | kiesett           | kiesett           | 17.      |
| Moustafa Fahim         | Középsúly    | Terry Gooding (GBR) · 1-2   | kiesett                             | kiesett           | kiesett           | kiesett           | 17.      |
| Mohamed El-Minabawi    | Félnehézsúly |                             | Gianbattista Alfonsetti (ITA) · DSQ | kiesett           | kiesett           | kiesett           | 9.       |
| Ahmed El-Minabawi      | Nehézsúly    |                             | Max Marsille (BEL) · 0-3            | kiesett           | kiesett           | kiesett           | 9.       |

## Sportlövészet
| Versenyző                | Versenyszám            | Eredmény | Helyezés |
| ------------------------ | ---------------------- | -------- | -------- |
| Saad El-Din El-Shorbagui | Szabadpuska, összetett | 941      | 30.      |
| Ahmed Hamdy              | Szabadpuska, összetett | 1008     | 23.      |
| Ahmed Hamdy              | Sportpuska, összetett  | 1079     | 40.      |
| Ahmed Hamdy              | Sportpuska, fekvő      | 383      | 53.      |
| Antoine Shousha          | Sportpuska, fekvő      | 393      | 36.      |
| Antoine Shousha          | Sportpuska, összetett  | 1060     | 43.      |
| Antoine Shousha          | Szabadpisztoly         | 517      | 28.      |
| Mohamed Ahmed Aly        | Szabadpisztoly         | 491      | 45.      |
| Youssef Fares            | Trap                   | 181      | 17.      |
| Seifollah Ghaleb         | Trap                   | 184      | 12.      |

## Súlyemelés
| Versenyző                     | Versenyszám | Nyomás   | Nyomás   | Szakítás | Szakítás | Lökés    | Lökés    | Összesen | Helyezés |
| Versenyző                     | Versenyszám | Eredmény | Helyezés | Eredmény | Helyezés | Eredmény | Helyezés | Összesen | Helyezés |
| ----------------------------- | ----------- | -------- | -------- | -------- | -------- | -------- | -------- | -------- | -------- |
| Kamal Mahmoud Mahgoub         | 56 kg       | 75,0     | 12.**    | 95,0     | 2.**     | 122,5    | 2.*      | 292,5    | 5.       |
| Khalifa Said Gouda            | 60 kg       | 85,0     | 16.**    | 102,5    | 3.       | 125,0    | 4.*      | 312,5    | 5.       |
| Abdel Khadr El-Sayed El-Touni | 67,5 kg     | 105,0    | 1.***    | 107,5    | 3.**     | 130,0    | 6.**     | 342,5    | 6.       |
| Ismail Ragab                  | 75 kg       | 115,0    | 3.**     | 117,5    | 2.       | 150,0    | 3.*      | 382,5    | 4.       |
| Mohamed Ali Abdel Kerim       | 82,5 kg     | 105,0    | 14.**    | 122,5    | 4.**     | 150,0    | 8.*      | 377,5    | 9.       |
| Mohamed Ibrahim Saleh         | 90 kg       | 110,0    | 8.**     | 125,0    | 2.**     | 162,5    | 2.       | 397,5    | 4.       |

* - egy másik versenyzővel azonos eredményt ért el

** - két másik versenyzővel azonos eredményt ért el

*** - négy másik versenyzővel azonos eredményt ért el

## Torna
Férfi
| Versenyző | Versenyszám      | Eredmény | Helyezés   |
| --- | ---------------- | -------- | ---------- |
| Ahmed Issam Allam | Talaj            | 16,45    | 122.**     |
| Ahmed Issam Allam | Ugrás            | 18,75    | 18.        |
| Ahmed Issam Allam | Korlát           | 18,00    | 67.***     |
| Ahmed Issam Allam | Nyújtó           | 17,70    | 70.**      |
| Ahmed Issam Allam | Gyűrű            | 18,05    | 67.*       |
| Ahmed Issam Allam | Lólengés         | 8,25     | 182.*      |
| Ahmed Issam Allam | Egyéni összetett | 97,20    | 126.**     |
| Ali Zaky Attia | Talaj            | 17,50    | 78.***     |
| Ali Zaky Attia | Ugrás            | 18,45    | 40.***     |
| Ali Zaky Attia | Korlát           | 18,80    | 21.*       |
| Ali Zaky Attia | Nyújtó           | 16,95    | 100.***    |
| Ali Zaky Attia | Gyűrű            | 19,15    | 7.***      |
| Ali Zaky Attia | Lólengés         | 17,75    | 57.*****   |
| Ali Zaky Attia | Egyéni összetett | 108,60   | 50.        |
| Ahmed Khalil El-Giddawi | Talaj            | 15,95    | 143.       |
| Ahmed Khalil El-Giddawi | Ugrás            | 17,50    | 120.**     |
| Ahmed Khalil El-Giddawi | Korlát           | 16,40    | 136.*      |
| Ahmed Khalil El-Giddawi | Nyújtó           | 16,20    | 124.*      |
| Ahmed Khalil El-Giddawi | Gyűrű            | 15,40    | 152.       |
| Ahmed Khalil El-Giddawi | Lólengés         | 13,70    | 147.**     |
| Ahmed Khalil El-Giddawi | Egyéni összetett | 95,15    | 137.       |
| Magdy Gheriani | Talaj            | 17,05    | 101.*      |
| Magdy Gheriani | Ugrás            | 18,05    | 87.******* |
| Magdy Gheriani | Korlát           | 17,75    | 87.******  |
| Magdy Gheriani | Nyújtó           | 14,65    | 154.       |
| Magdy Gheriani | Gyűrű            | 17,50    | 90.***     |
| Magdy Gheriani | Lólengés         | 10,55    | 175.       |
| Magdy Gheriani | Egyéni összetett | 95,55    | 135.       |
| Mohamed Sayed Hamdi | Talaj            | 14,45    | 168.       |
| Mohamed Sayed Hamdi | Ugrás            | 16,45    | 156.*      |
| Mohamed Sayed Hamdi | Korlát           | 13,65    | 171.       |
| Mohamed Sayed Hamdi | Nyújtó           | 16,25    | 122.*      |
| Mohamed Sayed Hamdi | Gyűrű            | 14,55    | 166.       |
| Mohamed Sayed Hamdi | Lólengés         | 13,35    | 152.**     |
| Mohamed Sayed Hamdi | Egyéni összetett | 88,70    | 159.       |
| Ragai Youssef | Talaj            | 13,25    | 176.       |
| Ragai Youssef | Ugrás            | 17,40    | 123.****   |
| Ragai Youssef | Korlát           | 16,45    | 133.**     |
| Ragai Youssef | Nyújtó           | 13,85    | 161.       |
| Ragai Youssef | Gyűrű            | 13,00    | 175.       |
| Ragai Youssef | Lólengés         | 16,75    | 92.*       |
| Ragai Youssef | Egyéni összetett | 90,70    | 154.       |
| Mahmoud Mohamed Reda | Talaj            | 16,90    | 105.*      |
| Mahmoud Mohamed Reda | Ugrás            | 16,30    | 159.       |
| Mahmoud Mohamed Reda | Korlát           | 9,50     | 180.       |
| Mahmoud Mohamed Reda | Nyújtó           | 0,50     | 185.       |
| Mahmoud Mohamed Reda | Gyűrű            | 11,00    | 179.       |
| Mahmoud Mohamed Reda | Lólengés         | 16,10    | 106.*      |
| Mahmoud Mohamed Reda | Egyéni összetett | 70,30    | 181.       |
| Mahmoud Safwat | Talaj            | 17,10    | 98.**      |
| Mahmoud Safwat | Ugrás            | 18,60    | 28.**      |
| Mahmoud Safwat | Korlát           | 15,80    | 149.**     |
| Mahmoud Safwat | Nyújtó           | 18,35    | 43.***     |
| Mahmoud Safwat | Gyűrű            | 16,65    | 119.*      |
| Mahmoud Safwat | Lólengés         | 11,15    | 172.       |
| Mahmoud Safwat | Egyéni összetett | 97,65    | 125.       |
| Ali Zaky Attia Mahmoud Safwat Ahmed Issam Allam Magdy Gheriani Ahmed Khalil El-Giddawi Ragai Youssef Mohamed Sayed Hamdi Mahmoud Mohamed Reda | Csapat összetett | 514,90   | 16.        |

* - egy másik versenyzővel azonos eredményt ért el

** - két másik versenyzővel azonos eredményt ért el

*** - három másik versenyzővel azonos eredményt ért el

**** - négy másik versenyzővel azonos eredményt ért el

***** - öt másik versenyzővel azonos eredményt ért el

****** - hat másik versenyzővel azonos eredményt ért el

******* - hét másik versenyzővel azonos eredményt ért el

## Úszás
Férfi
| Versenyző               | Versenyszám | Előfutam | Előfutam | Előfutam | Elődöntő | Elődöntő | Elődöntő | Döntő   | Döntő    |
| Versenyző               | Versenyszám | Idő      | Hely.    | Össz.    | Idő      | Hely.    | Össz.    | Idő     | Helyezés |
| ----------------------- | ----------- | -------- | -------- | -------- | -------- | -------- | -------- | ------- | -------- |
| Dorri El-Said           | 100 m gyors | 1:02,3   | 5.       | 46.*     | kiesett  | kiesett  | kiesett  | kiesett | kiesett  |
| Abdel Aziz El-Shafei    | 100 m gyors | 1:02,0   | 7.       | 42.**    | kiesett  | kiesett  | kiesett  | kiesett | kiesett  |
| Awad Moukhtar Halloudah | 200 m mell  | 2:50,5   | 7.       | 32.      | kiesett  | kiesett  | kiesett  | kiesett | kiesett  |

* - egy másik versenyzővel azonos időt ért el

** - két másik versenyzővel azonos időt ért el

## Vívás
Férfi
| Versenyző                                                                                        | Versenyszám       | 1. forduló | 1. forduló | 2. forduló | 2. forduló | Elődöntő | Elődöntő | Döntő | Döntő   |
| Versenyző                                                                                        | Versenyszám       | Ellenfelek Eredmény | Hely.      | Ellenfelek Eredmény | Hely.      | Ellenfelek Eredmény | Hely.    | Ellenfelek Eredmény | Hely.   |
| ------------------------------------------------------------------------------------------------ | ----------------- | --- | ---------- | --- | ---------- | --- | -------- | --- | ------- |
| Salah Dessouki                                                                                   | Tőr, egyéni       | |            | Manlio Di Rosa (ITA) · Bo Eriksson (SWE) · Jerzy Twardokens (POL) · Raymond Paul (GBR) · Mark Midler (URS) · 3-2 (22)                                                            | 2.*        | Edoardo Mangiarotti (ITA) · Jacques Lataste (FRA) · Maszlay Lajos (HUN) · Albie Axelrod (USA) · Nils Rydström (SWE) · 2-3 (17)                                                                     | 3.       | Christian d’Oriola (FRA) · Edoardo Mangiarotti (ITA) · Manlio Di Rosa (ITA) · Jacques Lataste (FRA) · Jéhan de Buhan (FRA) · Mahmoud Younes (EGY) · Giancarlo Bergamini (ITA) · Tilli Endre (HUN) · 2-6 (35) | 7.      |
| Mahmoud Younes                                                                                   | Tőr, egyéni       | |            | Giancarlo Bergamini (ITA) · Albie Axelrod (USA) · Jerzy Pawłowski (POL) · Kurt Lindeman (FIN) · Félix Galimi (ARG) · Sergio Iesi (URU) · 4-2 (20)                                | 2.         | Christian d’Oriola (FRA) · Manlio Di Rosa (ITA) · Palócz Endre (HUN) · Bo Eriksson (SWE) · René Paul (GBR) · 3-2 (18)                                                                              | 3.       | Christian d’Oriola (FRA) · Edoardo Mangiarotti (ITA) · Manlio Di Rosa (ITA) · Jacques Lataste (FRA) · Jéhan de Buhan (FRA) · Salah Dessouki (EGY) · Giancarlo Bergamini (ITA) · Tilli Endre (HUN) · 4-4 (33) | 6.      |
| Mohamed Ali Riad                                                                                 | Tőr, egyéni       | |            | Edoardo Mangiarotti (ITA) · Nils Rydström (SWE) · Fulvio Galimi (ARG) · Luke Wendon (GBR) · Paul Valcke (BEL) · Nicolae Marinescu (ROU) · 4-2 (21)                               | 2.         | Jéhan de Buhan (FRA) · Giancarlo Bergamini (ITA) · Tilli Endre (HUN) · André Verhalle (BEL) · Nate Lubell (USA) · 0-5 (25)                                                                         | 6.       | kiesett | kiesett |
| Fathallah Abdel Rahman                                                                           | Párbajtőr, egyéni | Raimondo Carnera (DEN) · Álvaro Mário Mourão (POR) · Emilio Meraz (MEX) · Darío Amaral (BRA) · Vito Simonetti (ARG) · That Hải Tơn (VIE) · George Carpenter (IRL) · 5-2 (10) | 2.         | Carlo Pavesi (ITA) · Léon Buck (LUX) · René Dybker (DEN) · Paul Barth (SUI) · Johan von Koss (NOR) · Andrzej Przeździecki (POL) · Ivan Lund (AUS) · Carlos Dias (POR) · 5-3 (14) | 1.**       | Mogens Lüchow (DEN) · Per Carleson (SWE) · Dario Mangiarotti (ITA) · Sákovics József (HUN) · Léon Buck (LUX) · Allan Jay (GBR) · Rolf Wiik (FIN) · Ed Vebell (USA) · René Bougnol (FRA) · 4-5 (19) | 7.       | kiesett | kiesett |
| Fathallah Abdel Rahman                                                                           | Kard, egyéni      | Palle Frey (DEN) · Otto Greter (SUI) · Lev Kuznetsov (URS) · Bo Eriksson (SWE) · Álvaro Silva (POR) · Maki Sinicsi (JPN) · Olgierd Porebski (GBR) · 4-3 (25)                 | 4.         | Jacques Lefèvre (FRA) · Gastone Darè (ITA) · Jerzy Pawłowski (POL) · Hubert Loisel (AUT) · Henry Nordin (SWE) · Bob Anderson (GBR) · Jules Amez-Droz (SUI) · 2-4 (26)            | 5.*        | kiesett | kiesett  | kiesett | kiesett |
| Farid Abou-Shadi                                                                                 | Kard, egyéni      | José D'Andrea (ARG) · Heinz Lechner (AUT) · Antonio Haro (MEX) · Adalbert Gurath (ROU) · Hans Esser (GER) · Roland Asselin (CAN) · 1-5 (28)                                  | 6.         | kiesett | kiesett    | kiesett | kiesett  | kiesett | kiesett |
| Salah Dessouki Mohamed Ali Riad Osman Abdel Hafeez Mahmoud Younes Mohamed Zulficar Hassan Tawfik | Tőr, csapat       | Szovjetunió (URS) · 9-4 | 1.         | Svédország (SWE) · 10-6 | 1.         | Argentína (ARG) · 9-7 | 2.       | Franciaország (FRA) · 1-15 · Olaszország (ITA) · 1-15 · Magyarország (HUN) · 6-9 | 4.      |
| Osman Abdel Hafeez Salah Dessouki Mahmoud Younes Fathallah Abdel Rahman                          | Párbajtőr, csapat | Norvégia (NOR) · 6-8 · Franciaország (FRA) · 3-8 | 3.         | kiesett | kiesett    | kiesett | kiesett  | kiesett | kiesett |
| Mohamed Zulficar Fathallah Abdel Rahman Salah Dessouki Mahmoud Younes Farid Abou-Shadi           | Kard, csapat      | Ausztrália (AUS) · 9-1 | 1.*        | Lengyelország (POL) · 6-10 · Belgium (BEL) · 5-9 | 3.         | kiesett | kiesett  | kiesett | kiesett |

* - egy másik versenyzővel/csapattal azonos eredményt ért el

** - két másik versenyzővel azonos eredményt ért el

## Vízilabda
- Ahmed Fouad Nessim
- Jack Hakim
- Samir Ahmed Gharbo
- Taha Youssef El-Gamal
- Omar Sabry Abbas
- Mohamed Abdel Aziz Khalifa
- Abdel Aziz El-Shafei
- Dorri El-Said
- Galal El-Din Abdel Meguid Abou El-Kheir
- Salah El-Din El-Sahrawi

### Eredmények
1. forduló
| 1952. július 25. | Egyiptom (EGY) | 10–0 | Portugália |  |
| 1952. július 25. | (6 – 0)        |      |            |  |
| 1952. július 25. |                |      |            |  |

B csoport
| Csapat       | JM | GY | D | V | LG | KG | GK  | PT |
| ------------ | -- | -- | - | - | -- | -- | --- | -- |
| Magyarország | 3  | 3  | 0 | 0 | 23 | 4  | +19 | 6  |
| Szovjetunió  | 3  | 2  | 0 | 1 | 12 | 9  | +3  | 4  |
| Egyiptom     | 3  | 1  | 0 | 2 | 7  | 14 | -7  | 2  |
| Németország  | 3  | 0  | 0 | 3 | 5  | 20 | -15 | 0  |

| 1952. július 26. | Magyarország (HUN) | 9–0 | Egyiptom |  |
| 1952. július 26. | (6 – 0)            |     |          |  |
| 1952. július 26. |                    |     |          |  |

| 1952. július 27. | Egyiptom (EGY) | 5–2 | Németország |  |
| 1952. július 27. | (1 – 1)        |     |             |  |
| 1952. július 27. |                |     |             |  |

| 1952. július 28. | Szovjetunió (URS) | 3–2 | Egyiptom |  |
| 1952. július 28. | (1 – 1)           |     |          |  |
| 1952. július 28. |                   |     |          |  |

| Csapat   | Helyezés |
| -------- | -------- |
| Egyiptom | 9.       |